# مطار شانغهاي بودنغ الدولي
مطار شانغهاي بودنغ الدولي (بالصينية: 上海浦东国际机场) هو مطار دولي ومحور رئيسي للنقل الجوي في آسيا، ولا سيما في منطقة شرق آسيا، وهو المطار الدولي الرئيسي في شانغهاي. يقع على بعد حوالي 30 كيلومترا من وسط المدينة، ويحتل 40 كم مربع في موقع متاخم للساحل في الحافة الشرقية لمنطقة بودونغ داخل حدود بلدية شانغهاي.
المطار هو المحور الرئيسي لشركة خطوط شرق الصين الجوية وشركة خطوط شانغهاي الجوية، ومركزا دوليا رئيسيا لشركة طيران الصين. يشمل مطار بودونغ اثنين من صالات الركاب الرئيسية، محاطة من كلا الجانبين بثلاثة مدارج متوازية. وفيما تضمنت المخططات الرئيسية للمطار الحالي بناء محطة ثالثة للركاب، وصالة ركاب مستقلة ومدرجين إضافية بحلول عام 2015، ورفع القدرة الاستيعابية من 60 مليون راكب سنويا حاليا إلى 80 مليون راكب، جنبا إلى جنب مع القدرة على التعامل مع ستة ملايين طن من الشحن الجوي. وهناك محطة لقطار ماجليف شانغهاي ويقع بين مباني صالات الركاب توفر النقل إلى وسط المدينة في 7 دقائق و 20 ثانية. والمطار أحد المطارات الصينية القليلة المفتوحة على مدار اليوم.
يعتبر مطار شانغهاي بودونغ الدولي محورا رئيسيا لحركة الشحن الجوي في العالم. مع 2.602.916 طن متري متداولة في عام 2008، ويعد المطار الثالث بين أكثر المطارات ازدحاما في العالم من حيث حركة البضائع. فيما ما مجموعه 28.24 مليون راكب عبر المطار في عام 2008، مما يجعل المطار الثالث بين أكثر المطارات ازدحاما في الصين. ومع ذلك، فإنه يتعامل مع حركة المسافرين الدولية بشكل أكبر من مطار العاصمة بكين الدولي. ,

## نبذة تاريخية
كان مطار هونغكياو الدولي هو المطار الرئيسي لشانغهاي قبل إنشاء مطار بودونغ الدولي، والذي اضطرت الحكومة إلى البحث عن بديل له بعد أصبح من المستحيل التوسع فيه بسبب النمو الكبير في المناطق الحضرية المحيطة بهونغكياو. وكان الموقع الجديد في منطقة للتنمية في شرق شانغهاي، وتم تمويل إنشاء المطار الجديد بقرض تنموي من برنامج المساعدة الإنمائية الرسمية اليابان بمبلغ 450 مليون دولار أمريكي.
افتتح المطار في 1 أكتوبر 1999، واستبدل مطار شانغهاي هونغكياو الدولي في شنغهاي في المطار الدولي الجديد ببودنغ وتحويل جميع رحلاتها الدولية والإقليمية بما في ذلك الرحلات الجوية إلى هونغ كونغ وماكاو. المرحلة الأولى من المطار بدأت في أكتوبر عام 1997 واستغرق البناء عامين بتكلفة قدرها 12 مليار يوان (1.67 مليار دولار). ويغطى مساحة 40 كم مربع ويبعد حوالي 30 كيلومترا من وسط مدينة شنغهاي.

## المنشآت
احتوى المطار على 28 جسرا هوائيا قادرا على نقل الركاب لطائراتهم، و 127 موقفا للطائرات ومدرج للطيران على مساحة 1.49 مليون متر مربع حتى قبل افتتاح المبنى رقم 2. كما أن لديها مدرجين اثنين للطيران الأول 17L/35R بطول 4000 متر من الفئة 4E ومدرج 16/34 بطول 3800 متر من فئة التصنيف 4F وقادرة على التعامل مع ايرباص A380. قبل أن يتم تدشين المدرج الثالث الجديد 17R/35L بطول 3,400 متر في عام 2008.

### صالة الركاب رقم 1
افتتحت صالة الركاب رقم 1 في أكتوبر عام 1999 إلى جانب مدرج بطول 4000متر ومركزا للشحن الجوي. صممت صالة الركاب على شكل مطار كانساي الدولي، لكنها أقصر مع 28 من بوابات السفر، 13 منها مزدوجة وذات طابقين. السطح الخارجي لمبنى صالة الركاب على شكل يشابه الموج. يستوعب المبنى 20 مليون مسافر. ويضم حاليا 204 مكتب لفحص وثائق السفر للمسافرين، وتغطي مساحة تبلغ 280,000 متر مربع. انتقد كثيرا حول عدم وجود اكشاك للتسوق، والتسعير من المحلات التجارية والمواقع المربكة للمراحيض وصعوبة التحرك للركاب عبر السلالم المتحركة وممرات الصالة.

### صالة الركاب رقم 2

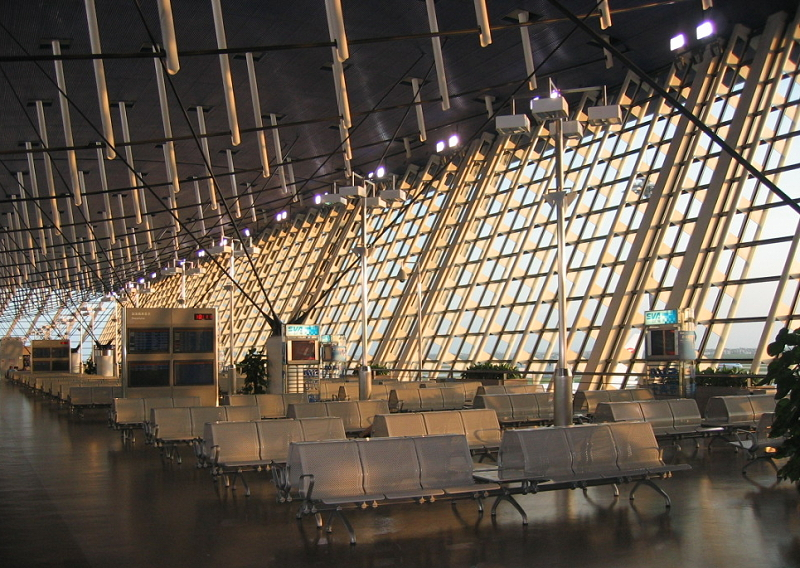
صورة للمنشآت الداخلية للمطار

صالة الركاب رقم 2 افتتحت في 26 مارس 2008، إلى جانب ثالث مدارج الطيران في المطار، ليرفع السعة الاجمالية للمطار إلى 60 مليون راكب و 4.2 مليون طن من البضائع سنويا. صمم على نفس تصميم المبنى رقم 1 لكنه يملك تشكيل طيور النورس بشكل أكبر من الموج وكذلك أكبر قليلا من المبنى رقم 1. تستخدم الصالة رقم 2 خطوط طيران الصين، وشركة خطوط شانغهاي الجوية وغيرها من أعضاء تحالف ستار ولكن من المعروف أن بعض أعضاء سكاي تيم وون ورلد سوف تنقل عملياتها إلى صالون مطار.

## معرض صور

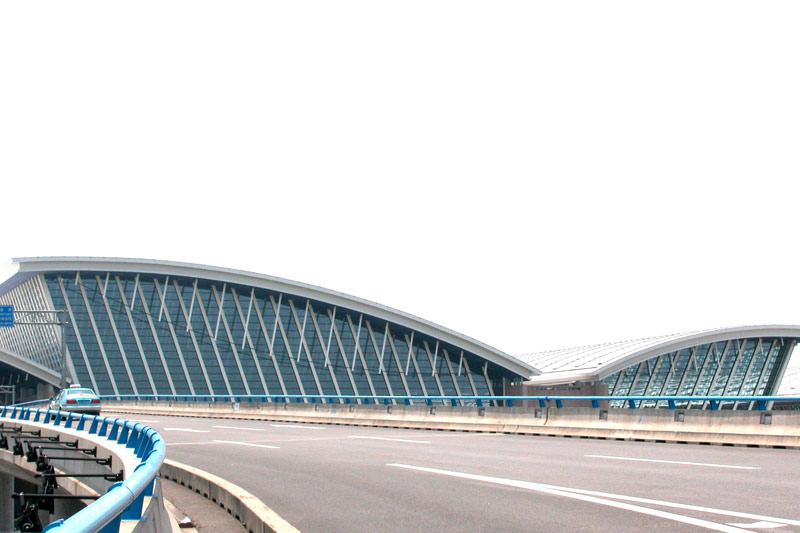
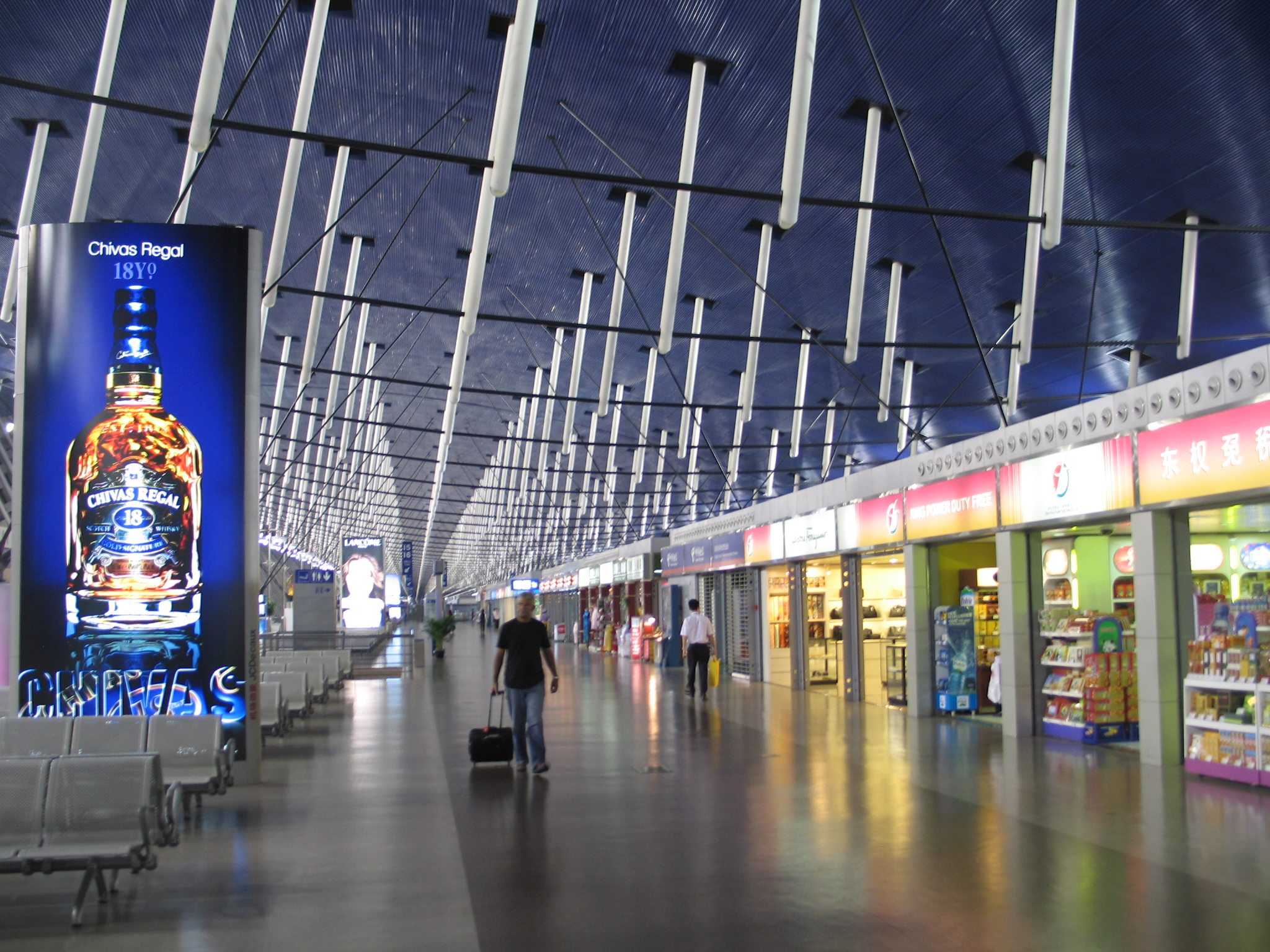
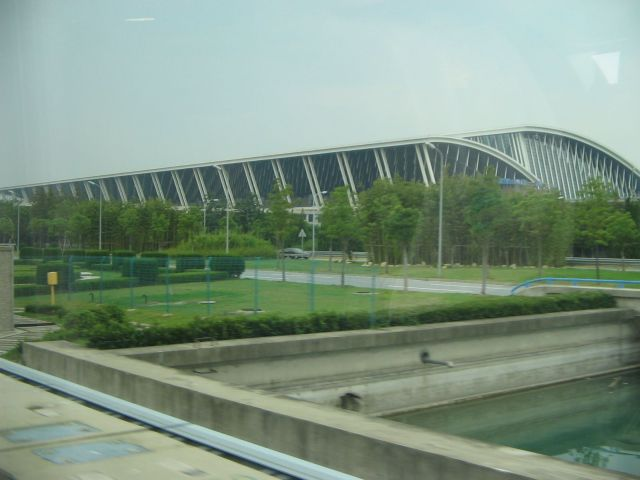

## شركات الطيران والوجهات

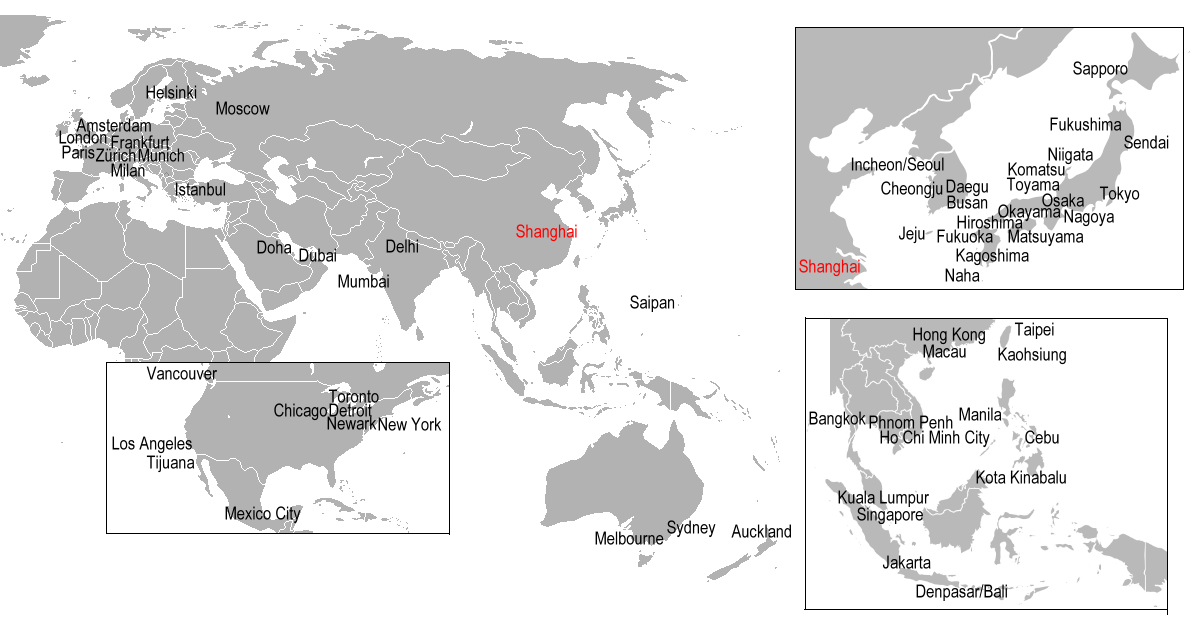
الرحلات الجوية الدولية المباشرة من مطار قوانغتشو باييون (CAN): خريطة الشبكات الجوية من وإلى الصين

### الركاب
| شركـات طيـران                     | الوجهات |
| --------------------------------- | --- |
| 9 Air                             | مطار قوانغتشو باييون الدولي |
| إيروفلوت                          | مطار شيريميتييفو الدولي |
| طيران آسيا (إكس)                  | مطار كوالالمبور الدولي |
| طيران كندا                        | مطار فانكوفر الدولي |
| طيران الصين                       | مطار سوفارنابومي الدولي، Bazhong، مطار بكين العاصمة الدولي، مطار بكين داشينغ الدولي، مطار تشانغتشون الدولي، مطار جينغديو الجديد، مطار تشونغتشينغ جيانغبى الدولي، مطار داليان الدولي، مطار فرانكفورت، مطار فويوان، مطار قوانغتشو باييون الدولي، مطار قويلين يانغ جيانغ الدولي، مطار قوييانغ لونغدونغابو الدولي، مطار هايكو ميلان الدولي، مطار هاربين الدولي، مطار هوهوت بايتا الدولي، مطار هويزهو، مطار كونمينغ جانغشوي الدولي، مطار لانتشو تشونغ تشوان، مطار غاتويك، مطار مالبينسا، مطار نانينغ الدولي، مطار كانساي الدولي، مطار شينزين باوان الدولي، مطار شانغي سنغافورة، مطار تايوان تاويوان الدولي، مطار تيانجين الدولي، مطار ناريتا الدولي، مطار أورومتشي الدولي، مطار شيان شيانيانغ الدولي، مطار شينينغ الدولي، مطار ينتشوان خه دونغ، Zhanjiang، مطار تشوهاى سانزو |
| الخطوط الجوية الفرنسية            | مطار باريس شارل ديغول |
| طيران ماكاو                       | مطار ماكاو الدولي |
| طيران نيوزيلندا                   | مطار أوكلاند الدولي |
| خطوط كل اليابان الجوية            | مطار كانساي الدولي، مطار طوكيو هانيدا الدولي، مطار ناريتا الدولي |
| الخطوط الجوية الأمريكية           | مطار دالاس فورت ورث الدولي |
| خطوط آسيانا الجوية                | مطار إنتشون الدولي |
| الخطوط الجوية النمساوية           | مطار فيينا الدولي |
| خطوط العاصمة بكين الجوية          | مطار سوفارنابومي الدولي |
| الخطوط الجوية البريطانية          | مطار لندن هيثرو |
| Cambodia Angkor Air               | مطار بنوم بنه الدولي، Siem Reap ‏ |
| كاثي باسيفيك                      | مطار هونغ كونغ الدولي |
| سيبو باسيفيك                      | مطار نينوي أكوينو الدولي |
| Chengdu Airlines                  | مطار تشنغدو شوانغليو الدولي، مطار يهاي داسهويبو |
| الخطوط الجوية الصينية             | مطار كاوهسيونغ الدولي، مطار تايوان تاويوان الدولي |
| خطوط شرق الصين الجوية             | مطار آلتاي، مطار سخيبول أمستردام، Ankang، مطار أنقينج تيانزهوشان، مطار أوكلاند الدولي، مطار يايسي باما، مطار سوفارنابومي الدولي، مطار فوتشنغ بيهاي، مطار بكين داشينغ الدولي، مطار بولي ألاشهانكو، Busan، مطار ماكتان سيبو الدولي، مطار تشانغتشون الدولي، مطار تشانغشا هوانغوا الدولي، مطار تشاويانغ، مطار جينغديو الجديد، مطار تشيانغ مي، مطار تشيفنغ يولونغ، مطار تشونغتشينغ جيانغبى الدولي، مطار باندارنيك الدولي، Daegu، مطار دالي، مطار داليان الدولي، مطار داتونغ يونغانغ، Dazhou، مطار نغوراه راي الدولي، مطار دبي الدولي، مطار دونهوانغ، Ezhou، مطار فرانكفورت، Fukuoka، مطار فويانغ شيغوان، مطار فوتشو تشانغله الدولي، مطار قانتشو هوانتشين، مطار غوانغيون بانلونغ، مطار قوانغتشو باييون الدولي، مطار قوييانغ لونغدونغابو الدولي، مطار هامي، مطار هاندان، مطار نوي باي الدولي، مطار هاربين الدولي، مطار حيفي شينكياو الدولي، مطار خيخه، مطار تان سون نهات الدولي، مطار هوهوت بايتا الدولي، مطار هونغ كونغ الدولي، مطار هوايان ليانشوي، مطار سوكارنو هاتا الدولي، مطار جيجو الدولي، مطار جياجيداكي، مطار جياموسي دونغاجياو، مطار جييانغ شاوشان، مطار جينان الدولي، مطار جينغقانغشان، Jinzhou، مطار كونمينغ جانغشوي الدولي، مطار لانتشو تشونغ تشوان، مطار لاسا الدولي، مطار ساني ليجيانغ، مطار ليني شوبولينغ، مطار ليبنغ، مطار ليوبانشوي يويزهاو، مطار يوتشو بيلين، مطار غاتويك، مطار لندن هيثرو، مطار لوس أنجلوس الدولي، مطار لوليانغ، مطار لويانغ الدولي، مطار لوئهو يونلونغ، مطار ماكاو الدولي، مطار مدريد باراخاس الدولي، مطار فيلانا الدولي، مطار نينوي أكوينو الدولي، مطار مانزهولوي شيجياو، مطار ملبورن الدولي، مطار شيريميتييفو الدولي، مطار تشوبو سنتراير الدولي، Naha، مطار نانتشانغ تشانغبى الدولي، مطار نانشونغ غاوبينغ، مطار نانجينغ الدولي، مطار نانينغ الدولي، مطار جون إف كينيدي الدولي، مطار نينغبو ليش الدولي، مطار كانساي الدولي، مطار بانزهيوها باوأنينغ، مطار باريس شارل ديغول، مطار بنوم بنه الدولي، مطار غينغادو جياودونغ الدولي، مطار تشيتشيهار سانجيازي، مطار جينجيانغ تشيوانتشو، مطار ليوناردو دا فينشي، مطار بولكوفو، مطار سانيا فينيكس الدولية، مطار إنتشون الدولي، مطار شيانونغيا، مطار شنيانغ الدولي، مطار شينزين باوان الدولي، مطار شيغاتسي بيس، Siem Reap ‏، مطار شانغي سنغافورة، مطار سيدني، مطار تايوان تاويوان الدولي، مطار تاييوان وسو الدولي، مطار تيانجين الدولي، مطار طوكيو هانيدا الدولي، مطار ناريتا الدولي، مطار تونغهوا، مطار تونغرين فينغوانغ، مطار تورونتو بيرسون الدولي، مطار أورومتشي الدولي، مطار يهاي داسهويبو، مطار ووهان الدولي، مطار شيامن قاوتشي الدولي، مطار شيان شيانيانغ الدولي، مطار شيتشانغ تشينغشان، مطار شينغي، مطار شينينغ الدولي، مطار شيشوانغباننا غاسا، Yangon، مطار يانجي تشاويانغتشوان، مطار يانتاي جاوشوي الدولي، مطار يبين واليانجي، مطار ييتشانغ سانشيا، مطار ييتشون ليندو، Yingkou، مطار ينينغ، مطار يونغزهو لينغلينغ، مطار يونتشنغ قوانقونغ، مطار تشانغجياجيه هيهوا، مطار تشانغجياكو نينغيوان، Zhanjiang، مطار زاهوتونغ، مطار تشنغتشو الدولي، مطار تشوشان بوتوشان، مطار تشوهاى سانزو، مطار زوني شينزهو |
| خطوط جنوب الصين الجوية            | مطار بكين داشينغ الدولي، مطار تشانغبايشان، مطار تشانغتشون الدولي، مطار تشانغشا هوانغوا الدولي، مطار تشنغدو شوانغليو الدولي، مطار داليان الدولي، مطار داندونغ لانغتو، مطار داتشينغ سارتو، Fukuoka، مطار قوانغتشو باييون الدولي، مطار قوييانغ لونغدونغابو الدولي، مطار هايكو ميلان الدولي، مطار هاربين الدولي، مطار تان سون نهات الدولي، مطار جياموسي دونغاجياو، مطار جييانغ شاوشان، مطار كونمينغ جانغشوي الدولي، مطار لانتشو تشونغ تشوان، مطار ميانيانغ نانيجو، مطار نانينغ الدولي، مطار نانيانغ جيانغ يينغ، مطار كانساي الدولي، مطار غينغادو جياودونغ الدولي، مطار سانيا فينيكس الدولية، مطار إنتشون الدولي، مطار شنيانغ الدولي، مطار شينزين باوان الدولي، مطار تايوان تاويوان الدولي، مطار ناريتا الدولي، مطار أورومتشي الدولي، مطار ووهان الدولي، مطار ينتشوان خه دونغ، مطار تشنغتشو الدولي، مطار تشوهاى سانزو |
| China United Airlines             | مطار بكين داشينغ الدولي، مطار فوشان شادي، مطار هايلار دونغشان، مطار شيجياتشوانغ تشنغدينغ الدولي، مطار تيانجين الدولي |
| Chongqing Airlines                | مطار تشونغتشينغ جيانغبى الدولي |
| Dalian Airlines                   | مطار داليان الدولي |
| خطوط دلتا الجوية                  | مطار ديترويت، مطار سياتل تاكوما الدولي |
| Donghai Airlines                  | مطار شينزين باوان الدولي |
| طيران الإمارات                    | مطار دبي الدولي |
| الخطوط الجوية الإثيوبية           | مطار أديس أبابا بولي الدولي |
| الاتحاد للطيران                   | مطار أبو ظبي الدولي |
| إيفا للطيران                      | مطار كاوهسيونغ الدولي، مطار تايوان تاويوان الدولي |
| فين إير                           | مطار هلسنكي فانتا |
| Fuzhou Airlines                   | مطار فوتشو تشانغله الدولي |
| غارودا إندونيسيا                  | مطار سوكارنو هاتا الدولي |
| خطوط هاينان الجوية                | مطار بكين العاصمة الدولي، مطار تشانغشا هوانغوا الدولي، مطار جينغديو الجديد، مطار تشونغتشينغ جيانغبى الدولي، مطار داليان الدولي، مطار قوانغتشو باييون الدولي، مطار هايكو ميلان الدولي، مطار شينزين باوان الدولي، مطار تاييوان وسو الدولي، مطار بن غوريون الدولي، مطار ويفانغ، مطار شيان شيانيانغ الدولي |
| Hebei Airlines                    | مطار شيجياتشوانغ تشنغدينغ الدولي |
| خطوط هونغ كونغ الجوية             | مطار هونغ كونغ الدولي |
| الخطوط الجوية اليابانية           | مطار تشوبو سنتراير الدولي، مطار كانساي الدولي، مطار طوكيو هانيدا الدولي، مطار ناريتا الدولي |
| Jetstar Japan                     | مطار ناريتا الدولي |
| Jin Air                           | مطار جيجو الدولي |
| خطوط جونياو الجوية                | مطار دون موينغ، مطار سوفارنابومي الدولي، مطار بايانور تيانجيتاي، مطار فوتشنغ بيهاي، مطار تشانغبايشان، مطار تشانغتشون الدولي، مطار تشانغشا هوانغوا الدولي، مطار تشانغتشي وانغشون، Chenzhou، مطار تشيانغ مي، مطار تشونغتشينغ جيانغبى الدولي، مطار داليان الدولي، مطار فوتشو تشانغله الدولي، مطار قويلين يانغ جيانغ الدولي، مطار قوييانغ لونغدونغابو الدولي، مطار غويان ليوبانشان، مطار هايكو ميلان الدولي، مطار هايلار دونغشان، مطار هانتشونغ جهينغو، مطار هاربين الدولي، مطار هلسنكي فانتا، مطار هوهوت بايتا الدولي، مطار هونغ كونغ الدولي، مطار هويزهو، مطار جيجو الدولي، مطار جينشانغ جينشوان، مطار كاليبو الدولي، مطار كاوهسيونغ الدولي، مطار كونمينغ جانغشوي الدولي، مطار لانتشو تشونغ تشوان، مطار ساني ليجيانغ، مطار لينفين غيوالي، مطار لونغنان جينتشيو، مطار لونغيان غوانزهيشان، مطار لوئهو يونلونغ، مطار ماكاو الدولي، مطار نانينغ الدولي، مطار كانساي الدولي، Phuket، مطار غينغادو جياودونغ الدولي، مطار سانمينغ شياتشيان، مطار سانيا فينيكس الدولية، مطار شياوغويان غويتو، مطار شنيانغ الدولي، مطار شينزين باوان الدولي، مطار شانغي سنغافورة، Songyuan، مطار تايوان تاويوان الدولي، مطار تاييوان وسو الدولي، مطار تيانجين الدولي، مطار طوكيو هانيدا الدولي، مطار ناريتا الدولي، مطار تونغرين فينغوانغ، مطار أورومتشي الدولي، مطار ووهان الدولي، مطار شيامن قاوتشي الدولي، مطار شيان شيانيانغ الدولي، مطار شينينغ الدولي، مطار شيشوانغباننا غاسا، مطار ينتشوان خه دونغ، مطار يويانغ، مطار تشانغجياجيه هيهوا، مطار تشانغيه قانتشو، مطار تشنغتشو الدولي، مطار تشونغوي شابوتو، مطار تشوهاى سانزو |
| الخطوط الجوية الملكية الهولندية   | مطار سخيبول أمستردام |
| كوريا للطيران                     | مطار إنتشون الدولي |
| Kunming Airlines                  | مطار كونمينغ جانغشوي الدولي |
| طيران لونج                        | مطار تشانغتشون الدولي، مطار ريتشاو، مطار أورومتشي الدولي، مطار ينتشوان خه دونغ |
| خطوط لاكي الجوية                  | مطار كونمينغ جانغشوي الدولي |
| لوفتهانزا                         | مطار فرانكفورت، مطار ميونخ الدولي |
| ماهان إير                         | مطار الإمام الخميني الدولي |
| الخطوط الجوية الماليزية           | مطار كوالالمبور الدولي |
| OTT Airlines                      | مطار جييانغ شاوشان، مطار نانتشانغ تشانغبى الدولي، مطار اوردوس إيجين هورو، مطار شيجياتشوانغ تشنغدينغ الدولي |
| Peach                             | مطار كانساي الدولي، مطار طوكيو هانيدا الدولي |
| الخطوط الجوية الفلبينية           | مطار نينوي أكوينو الدولي |
| طيران آسيا (الفلبين)              | مطار نينوي أكوينو الدولي |
| كانتاس                            | مطار سيدني (تستأنف 29 أكتوبر 2023) |
| الخطوط الجوية القطرية             | مطار حمد الدولي |
| الخطوط الجوية الإسكندنافية        | مطار كوبنهاغن |
| خطوط شاندونغ الجوية               | مطار هاربين الدولي، مطار جينان الدولي، مطار غينغادو جياودونغ الدولي، مطار شيامن قاوتشي الدولي |
| خطوط شانغهاي الجوية               | مطار آنشان تينغاو، مطار سوفارنابومي الدولي، مطار باوتو يرليبان، مطار بودابست فرانز ليست الدولي، مطار تشانغتشون الدولي، مطار تشانغشا هوانغوا الدولي، مطار تشنغدو شوانغليو الدولي، مطار داليان الدولي، مطار فويانغ شيغوان، مطار قويلين يانغ جيانغ الدولي، مطار قوييانغ لونغدونغابو الدولي، مطار هايكو ميلان الدولي، مطار هاربين الدولي، مطار هينغيانغ نانيوي، مطار هوهوت بايتا الدولي، مطار جييانغ شاوشان، مطار جينينغ كوفو، Jinzhou، مطار كاراماي، مطار كوتا كينابالو الدولي، مطار كوالالمبور الدولي، مطار كونمينغ جانغشوي الدولي، مطار لانتشو تشونغ تشوان، Lianyungang، مطار ليني شوبولينغ، مطار ماكاو الدولي، مطار ميانيانغ نانيجو، مطار نانتشانغ تشانغبى الدولي، مطار نانينغ الدولي، مطار نينغبو ليش الدولي، مطار اوردوس إيجين هورو، Phuket، مطار غينهوانغادو بيداهي، مطار غيونغهاي بواو، مطار ريتشاو، مطار سانيا فينيكس الدولية، مطار شنيانغ الدولي، مطار تايبيه سونغشان، مطار تاييوان وسو الدولي، مطار تانغشان سانوهي، مطار تيانجين الدولي، مطار تونغلياو، Toyama، مطار توربان جياهوي، مطار أورومتشي الدولي، مطار وانتشو وتشياو، مطار يهاي داسهويبو، مطار ونزهو يونجقيانج الدولي، مطار شيان شيانيانغ الدولي، مطار شينينغ الدولي، مطار وتايشهان، مطار ييتشانغ سانشيا، مطار ينتشوان خه دونغ، مطار تشانغجياجيه هيهوا، Zhanjiang، مطار تشنغتشو الدولي، مطار تشوهاى سانزو |
| خطوط شينزين الجوية                | مطار جينجيانغ تشيوانتشو، مطار شنيانغ الدولي، مطار شينزين باوان الدولي |
| خطوط سيتشوان الجوية               | مطار تشنغدو شوانغليو الدولي، مطار جينغديو الجديد، مطار تشونغتشينغ جيانغبى الدولي، مطار هاربين الدولي، مطار كونمينغ جانغشوي الدولي، Saipan، مطار سانيا فينيكس الدولية، مطار شيان شيانيانغ الدولي |
| الخطوط الجوية السنغافورية         | مطار شانغي سنغافورة |
| سبرينغ (شركة طيران)               | مطار دون موينغ، مطار سوفارنابومي الدولي، مطار باوتو يرليبان، مطار تشانغبايشان، مطار تشانغتشون الدولي، مطار تشانغده تاوهوايوان، مطار تشانغشا هوانغوا الدولي، مطار جينغديو الجديد، مطار تشيانغ مي، مطار تشونغتشينغ جيانغبى الدولي، مطار داليان الدولي، مطار دونغينغ شنغلي، مطار إينشي شوجيابينغ، Fukuoka، مطار غوانغيون بانلونغ، مطار قوانغتشو باييون الدولي، مطار قويلين يانغ جيانغ الدولي، مطار هاربين الدولي، مطار هونغ كونغ الدولي، مطار زيجانغ، مطار جيجو الدولي، مطار جييانغ شاوشان، مطار كوتا كينابالو الدولي، مطار كرابي، مطار كونمينغ جانغشوي الدولي، مطار لانتشو تشونغ تشوان، مطار ساني ليجيانغ، مطار ماكاو الدولي، مطار ميانيانغ نانيجو، مطار تشوبو سنتراير الدولي، مطار نانيانغ جيانغ يينغ، مطار كام رانه الدولي، مطار كانساي الدولي، مطار بنوم بنه الدولي، Phuket، مطار قيانجيانغ والينغشان، مطار تشينغيانغ، Saga، مطار سانيا فينيكس الدولية، Sapporo–Chitose، مطار إنتشون الدولي، مطار شنيانغ الدولي، مطار شيهيان ودانغشان، مطار شانغي سنغافورة، Surat Thani ‏، مطار تايوان تاويوان الدولي، مطار تاييوان وسو الدولي، مطار تونغلياو، مطار طوكيو هانيدا الدولي، مطار ناريتا الدولي، مطار يهاي داسهويبو، Wulong، مطار شيان شيانيانغ الدولي، مطار شيشوانغباننا غاسا، Yan'an، Yangon، مطار يبين واليانجي، مطار تشانغجياجيه هيهوا، Zhanjiang، مطار تشنغتشو الدولي، مطار زوني شينزهو |
| الخطوط الجوية السريلانكية         | مطار باندارنيك الدولي |
| خطوط سوبارنا الجوية               | مطار تشونغتشينغ جيانغبى الدولي، مطار قويلين يانغ جيانغ الدولي، مطار قوييانغ لونغدونغابو الدولي، مطار هاربين الدولي، مطار هوهوت بايتا الدولي، مطار جينجيانغ تشيوانتشو، مطار سانيا فينيكس الدولية، مطار شينزين باوان الدولي، مطار شانغينغ ليوجي، مطار تشنغتشو الدولي |
| الخطوط الجوية الدولية السويسرية   | مطار زيورخ الدولي |
| Thai AirAsia X                    | مطار سوفارنابومي الدولي |
| الخطوط الجوية الدولية التايلاندية | مطار سوفارنابومي الدولي |
| Thai Lion Air                     | مطار دون موينغ، Phuket |
| خطوط تيانجين الجوية               | مطار داليان الدولي، مطار هايكو ميلان الدولي، مطار ميشيان، مطار تيانجين الدولي، مطار يهاي داسهويبو |
| الخطوط الجوية التركية             | مطار إسطنبول الدولي |
| Uni Air                           | مطار تايبيه سونغشان |
| الخطوط الجوية المتحدة             | مطار أوهير الدولي (تستأنف 29 أكتوبر 2023)، مطار لوس أنجلوس الدولي (تستأنف 29 أكتوبر 2023)، مطار نيوآرك ليبرتي الدولي (تستأنف 29 أكتوبر 2023)، مطار سان فرانسيسكو الدولي |
| خطوط فيت جيت                      | مطار كام رانه الدولي |
| الخطوط الجوية الفيتنامية          | مطار نوي باي الدولي، مطار تان سون نهات الدولي، مطار كام رانه الدولي |
| خطوط فيرجن أتلانتيك الجوية        | مطار لندن هيثرو |
| West Air ‏                         | مطار تشونغتشينغ جيانغبى الدولي، مطار تشنغتشو الدولي |
| خطوط زيامن الجوية                 | مطار بكين داشينغ الدولي |

### الشحن
| شركـات طيـران                                  | الوجهات |
| ---------------------------------------------- | --- |
| AirBridgeCargo                                 | مطار سخيبول أمستردام، مطار تيد ستيفنز أنكوراج الدولي، مطار تشيناي الدولي، مطار أوهير الدولي، مطار لوس أنجلوس الدولي، مطار دوموديدوفو الدولي، مطار شيريميتييفو الدولي، مطار سوتشي الدولي (جميعها معلقة) |
| طيران الصين للشحن الجوي                        | مطار سخيبول أمستردام، مطار تيد ستيفنز أنكوراج الدولي، مطار بكين العاصمة الدولي، مطار تشنغدو شوانغليو الدولي، مطار أوهير الدولي، مطار تشونغتشينغ جيانغبى الدولي، مطار كوبنهاغن، مطار دالاس فورت ورث الدولي، مطار فرانكفورت، مطار سوكارنو هاتا الدولي، مطار لوس أنجلوس الدولي، مطار لييج، مطار جون إف كينيدي الدولي، مطار نوفوسيبيرسك، مطار كانساي الدولي، مطار تايوان تاويوان الدولي، مطار تيانجين الدولي، مطار ناريتا الدولي، مطار سرقسطة، مطار تشنغتشو الدولي                                                                                                   |
| خطوط كل اليابان الجوية                         | Naha، مطار كانساي الدولي، مطار ناريتا الدولي |
| خطوط آسيانا الجوية                             | مطار إنتشون الدولي |
| خطوط تي أن تي الجوية                           | مطار تشونغتشينغ جيانغبى الدولي، مطار لييج، مطار شانغي سنغافورة |
| كارغولوكس                                      | مطار لوكسمبورغ |
| كاثي باسيفيك                                   | مطار تشنغدو شوانغليو الدولي، مطار تشونغتشينغ جيانغبى الدولي، مطار هونغ كونغ الدولي، مطار شيامن قاوتشي الدولي، مطار تشنغتشو الدولي |
| الخطوط الجوية الصينية                          | مطار تايوان تاويوان الدولي |
| الخطوط الجوية الصينية للشحن                    | مطار سخيبول أمستردام، مطار تيد ستيفنز أنكوراج الدولي، مطار هارتسفيلد جاكسون، مطار سوفارنابومي الدولي، مطار تشنغدو شوانغليو الدولي، مطار أوهير الدولي، مطار تشونغتشينغ جيانغبى الدولي، مطار دالاس فورت ورث الدولي، مطار شاه جلال الدولي، مطار فرانكفورت، مطار هونغ كونغ الدولي، مطار لوس أنجلوس الدولي، مطار مالبينسا، مطار كانساي الدولي، مطار باريس شارل ديغول، مطار إنتشون الدولي، مطار شينزين باوان الدولي، مطار شانغي سنغافورة، مطار سانت لويس الدولي، مطار تايوان تاويوان الدولي، مطار تيانجين الدولي، مطار ناريتا الدولي، مطار فانكوفر الدولي، مطار سرقسطة |
| الخطوط الجوية الصينية للبريد                   | مطار بكين العاصمة الدولي، مطار قوانغتشو باييون الدولي، مطار نانجينغ الدولي، مطار كانساي الدولي، مطار تيانجين الدولي، مطار شيامن قاوتشي الدولي |
| خطوط جنوب الصين الجوية                         | مطار سخيبول أمستردام، مطار تيد ستيفنز أنكوراج الدولي، مطار أوهير الدولي، مطار فرانكفورت، مطار لوس أنجلوس الدولي، مطار كانساي الدولي، مطار فيينا الدولي، مطار تشنغتشو الدولي |
| CMA CGM Air Cargo                              | مطار باريس شارل ديغول |
| دي إتش إل للطيران تديرها خطوط هونك كونك الجوية | مطار هونغ كونغ الدولي |
| دي إتش إل للطيران تديرها AeroLogic             | مطار لايبزيغ هاله |
| دي إتش إل للطيران تديرها طيران أطلس            | مطار تيد ستيفنز أنكوراج الدولي، مطار حيدر علييف الدولي، مطار دبي الدولي، مطار تشنغتشو الدولي |
| دي إتش إل للطيران تديرها طيران كاليتا          | مطار تيد ستيفنز أنكوراج الدولي، مطار أوهير الدولي |
| دي إتش إل للطيران تديرها Polar Air Cargo       | مطار تيد ستيفنز أنكوراج الدولي، Cincinnati، مطار لوس أنجلوس الدولي، مطار تشوبو سنتراير الدولي، مطار إنتشون الدولي، مطار ناريتا الدولي |
| دي إتش إل للطيران تديرها Southern Air          | مطار تيد ستيفنز أنكوراج الدولي، مطار أوهير الدولي |
| الإمارات للشحن الجوي                           | مطار آل مكتوم الدولي |
| الخطوط الجوية الإثيوبية                        | مطار أديس أبابا بولي الدولي، مطار كيمبيغودا الدولي |
| الاتحاد للطيران                                | مطار أبو ظبي الدولي، مطار تشيناي الدولي، مطار أنديرا غاندي الدولي، مطار جناح الدولي، مطار علامه إقبال الدولي، مطار تشاتراباتي شيفاجي الدولي |
| إيفا للطيران                                   | مطار تايوان تاويوان الدولي |
| فيديكس إكسبرس                                  | مطار تيد ستيفنز أنكوراج الدولي، مطار بكين العاصمة الدولي، مطار أنديرا غاندي الدولي، مطار دبي الدولي، مطار قوانغتشو باييون الدولي، مطار نينوي أكوينو الدولي، مطار ممفيس الدولي، مطار أوكلاند الدولي (الولايات المتحدة)، مطار كانساي الدولي، مطار ناريتا الدولي |
| غارودا إندونيسيا                               | مطار سوكارنو هاتا الدولي |
| خطوط هونغ كونغ الجوية                          | مطار هونغ كونغ الدولي، مطار شيامن قاوتشي الدولي |
| الخطوط الجوية الإيرانية                        | مطار الإمام الخميني الدولي |
| كوريا للطيران                                  | مطار تيد ستيفنز أنكوراج الدولي، مطار هارتسفيلد جاكسون، مطار جون إف كينيدي الدولي، مطار إنتشون الدولي، مطار تورونتو بيرسون الدولي |
| لوفتهانزا للشحن                                | مطار فرانكفورت، مطار كراسنويارسك الدولي، مطار نوفوسيبيرسك، مطار إنتشون الدولي |
| MASkargo                                       | مطار كوتا كينابالو الدولي، مطار كوالالمبور الدولي، Kuching، مطار بينانق الدولي، مطار سيدني |
| MNG Airlines                                   | مطار ألماتي الدولي، مطار إسطنبول الدولي |
| الخطوط الجوية الوطنية (الولايات المتحدة)       | مطار تيد ستيفنز أنكوراج الدولي، مطار لوس أنجلوس الدولي |
| Nippon Cargo Airlines                          | مطار ناريتا الدولي |
| North-Western Cargo International Airlines     | مطار شيان شيانيانغ الدولي |
| Qantas Freight                                 | مطار تيد ستيفنز أنكوراج الدولي، مطار سوفارنابومي الدولي، مطار أوهير الدولي، مطار تشونغتشينغ جيانغبى الدولي، مطار جون إف كينيدي الدولي، مطار سيدني |
| الخطوط الجوية القطرية                          | مطار حمد الدولي |
| الخطوط السعودية للشحن                          | مطار سوفارنابومي الدولي، مطار الملك عبد العزيز الدولي، مطار الملك خالد الدولي |
| خطوط أس أف الجوية                              | مطار بكين العاصمة الدولي، مطار هاربين الدولي، مطار شينزين باوان الدولي |
| Singapore Airlines Cargo                       | مطار شانغي سنغافورة |
| Silk Way Airlines                              | مطار حيدر علييف الدولي |
| خطوط سوبارنا الجوية                            | Aktobe، مطار تيد ستيفنز أنكوراج الدولي، مطار سوفارنابومي الدولي، مطار بكين العاصمة الدولي، مطار تشنغدو شوانغليو الدولي، مطار أوهير الدولي، مطار تشونغتشينغ جيانغبى الدولي، مطار شاه جلال الدولي، مطار قوانغتشو باييون الدولي، مطار فرانكفورت هان، مطار هانغتشو شياوشان الدولي، مطار هونغ كونغ الدولي، مطار لوكسمبورغ، مطار ميونخ الدولي، مطار تشوبو سنتراير الدولي، مطار نوفوسيبيرسك، مطار كانساي الدولي، مطار فاكلاف هافيل الدولي، مطار شينزين باوان الدولي، مطار شيجياتشوانغ تشنغدينغ الدولي، مطار شانغي سنغافورة، مطار سنن شوفانغ الدولي                      |
| الخطوط الجوية التركية                          | مطار ألماتي الدولي، مطار مناس الدولي، مطار إسطنبول الدولي |
| خطوط يو بي إس الجوية                           | مطار تيد ستيفنز أنكوراج الدولي، مطار كولونيا بون الدولي، Louisville، مطار كانساي الدولي، مطار إنتشون الدولي، مطار ناريتا الدولي، مطار وارسو فريدريك شوبان |
| الخطوط الجوية الأوزبكستانية Cargo              | Ostrava |
| خطوط فولجا دنيبر الجوية                        | مطار نوفوسيبيرسك (معلقة) |

## وصلات خارجية
- Shanghai Airport, الموقع الرسمي
- Airliners.Net photos of Shanghai Pudong International Airport